# Luca Granzotto
Luca Granzotto (Torino, 1968) è un autore di fantascienza italiano.

## Biografia
Si è laureato in ingegneria chimica con specializzazione in metallurgia. Attualmente vive a Brescia dove lavora per una multinazionale.
Ha pubblicato quattro romanzi, di cui tre di fantascienza che fanno parte del ciclo Solar Maximum (una space opera), e uno di fantasy, Le ali del drago caduto sotto lo pseudonimo di Solomon Troy Cassini e che farà parte del futuro ciclo di Dark Tales of Light.
Nel 2006 partecipa a "Chioggia incontra" nella serata dedicata a "La scienza e la passione per l'infinito" assieme a personalità della scienza come Edoardo Boncinelli.
Nel 2007 presenta i suoi due libri all'Italcon.
La prefazione del libro Il guardiano dei mondi è dell'astronauta italiano Umberto Guidoni, che ha partecipato a diverse presentazioni del libro introdotte dal giornalista scientifico della RAI Fabio Pagan.

## Opere

### Romanzi

#### Ciclo di Solar Maximum
- Il metallo degli dei, 2005, Editing Edizioni, collana Editing Fantascienza
- Il guardiano dei mondi, 2006, Editing Edizioni, collana Editing Fantascienza
- Jupiter Decimus[6][7], 2008, Tabula Fati, collana Texlahoma

#### Dark Tales of Light
- Le ali del drago caduto, 2008, Asengard, collana Elfheim

### Antologie
- Sanctuary, 2009, Asengard Editore